# Старобогушівська сільська рада
Старобогушівська сільська рада — колишня адміністративно-територіальна одиниця та орган місцевого самоврядування у Коростенському (Ушомирському) районі і Коростенській міській раді Коростенської й Волинської округ, Київської та Житомирської областей Української РСР з адміністративним центром у селі Стара Богушівка.

## Населені пункти
Сільській раді на час ліквідації були підпорядковані населені пункти:
- с. Гута-Мошківка;
- с. Стара Богушівка.

## Населення
У 1926 році чисельність населення сільської ради становила 880 осіб.
У 1931 році чисельність населення ради становила 976 осіб.

## Історія та адміністративний устрій
Створена 8 вересня 1925 року як польська національна сільська рада, в складі сіл Гута-Мошківка, Отцівка та Стара Богушівка Новобогушівської й Ришавської сільських рад Ушомирського (згодом — Коростенський) району Коростенської округи. 23 вересня 1925 року передана до складу Володарського (згодом — Володарсько-Волинський) району Волинської округи. 1 червня 1935 року, відповідно до постанови Президії ЦВК Української СРР «Про порядок організації органів радянської влади в новоутворених округах», внаслідок ліквідації Коростенського району, сільську раду включено до складу Коростенської міської ради Київської області. 28 лютого 1940 року, відповідно до указу Президії Верховної ради Української РСР «Про утворення Коростенського сільського району Житомирської області», сільська рада увійшла до складу відновленого Коростенського району Житомирської області. На 1 жовтня 1941 року с. Отцівка не значилося на обліку населених пунктів.
Станом на 1 вересня 1946 року сільська рада входила до складу Коростенського району Житомирської області, на обліку в раді перебували с. Стара Богушівка та хутір Гута-Мошківка.
Ліквідована 11 серпня 1954 року, відповідно до указу Президії Верховної Ради Української РСР «Про укрупнення сільських рад по Житомирській області», територію та населені пункти ради приєднано до складу Новобогушівської сільської ради Коростенського району Житомирської області.